# Збигнев Херберт
Збѝгнев Болѐслав Рѝшард Хѐрберт (на полски: Zbigniew Bolesław Ryszard Herbert) е полски поет, есеист, драматург. Херберт е създател на литературния персонаж Пан Когито (Pan Cogito) – личност, оплетена в мрежите на съвременността, но и с дълбоки корени в европейската култура и духовност. През 80-те години на ХХ век Збигнев Херберт е знаковата фигура на полската опозиция. Той е един от най-много превежданите полски поети, носител е на най-авторитетните международни литературни награди, многократно е номиниран за Нобелова награда. Херберт е кавалер на Ордена на Белия орел. През 2007 г. Сеймът на Република Полша приема постановление, с което определя 2008 г. за Година на Херберт.

## Биография

### 1924 – 1956
Поетът е роден на 29 октомври 1924 г. в семейството на Болеслав Херберт и Мария, с моминско име Каняк. Води потеклото си от Англия (предполага се, че негов далечен родственик е английският поет от XVII век Джордж Хърбърт). Бащата на поета (по майчина линия половин арменец), е участник в Полските Легиони през Първата световна война, има юридическо образование и до 1939 г. работи като директор на банка в Лвов. Майката на поета произхожда от заможен род.
Преди войната Херберт учи в лвовския лицей „Крал Кажимеж Велики“. След завземането на Лвов от немските войски Херберт продължава образованието си в тайните гимназиални курсове и полага матура през януари 1944 г. По това време върши конспиративна дейност в полза на Армия Крайова. В годините на окупацията работи като продавач в железарски магазин. Започва да следва полонистика в нелегалния Университет „Ян Кажимеж“ в Лвов, но прекъсва в края на март 1944 г., когато семейството му напуска Лвов (преди поредното влизане на Червената армия) и се установява в Краков.
Херберт следва в краковската Търговска академия, която през 1947 г. завършва с диплома за магистър по икономика, освен това слуша лекции в Ягелонския университет и в Художествената академия. Продължава образованието си по право в Торунския университет „Николай Коперник“, където през 1949 г. получава степента магистър по право. Същата година записва философия и посещава лекциите на проф. Хенрик Елзенберг, виден изследовател в областта на етиката и теорията на ценностите, специалист по антична философия. Заниманията с тези „класически дисциплини“ изграждат интелектуалната основа за бъдещото творчество на Херберт, а духовната връзка с Елзенберг дооформя личността му.
От 1948 г. Херберт живее в Сопот. Издържа се с различни професии – редактор на в. „Търговски преглед“, чиновник в Полската народна банка в Гдиня. В бюрото на Гданската секция на Съюза на полските писатели (1949 – 1950) се запознава с Халина Мишолкова – любов, продължила до 1957 г. През 1948 г. става кандидат-член на Съюза на полските писатели, напуска го през 1951 г. Приет е отново през 1955 г.
През 1949 г. се премества в Торун. Работи в Областния музей и като учител в основно училище. През есента на 1951 г. се премества във Варшавския университет, където за известно време продължава философското си образование. Отначало живее в мизерни условия във варшавското предградие Брвинов, а от декември 1952 до януари 1957 г. – в апартамент във Варшава заедно с други 12 наематели.
Опитва се да се издържа с писане, заобикаляйки официалното литературно течение, впрегнато в служба на политическата пропаганда. Херберт е сред малцината, които не се поддават на изкушението за бърз дебют и кариера, тъй като цената е присъединяване към кръга на писателите-панегиристи по време на сталинския режим. Публикува театрални рецензии и отзиви за музикални събития и изложби, без да се съобразява с критериите на соцреализма. През 1948 г. публикува в „Седмичник на Крайбрежието“ цикъла „Поетика за лаици“. Под псевдонима Патрик печата в „Слово Повшехне“ (1949 – 50) и в краковския „Тигодник Повшехни“, а под псевдонима Болеслав Хертински – в „Пшегльонд Повшехни“ на отците йезуити (1952). От 1950 до 1953 г. като Стефан Марта публикува в „Днес и утре“ на Дружеството ПАКС. Тези периодични издания представляват различни течения в католицизма, легални са по същество, но остават в периферията на литературния и обществен живот и в очите на официалната пропаганда са гнезда на „черната реакция“. Сътрудничеството с тях приключва за Херберт през 1953 г., когато „Пшегльонд Повшехни“ е закрит, а „Тигодник Повшехни“ (след като отказва да публикува некролог за смъртта на Сталин) е даден на ПАКС. Поетът решава, че не може да продължи участието си в изданията на ПАКС.
През този период Херберт се издържа със съставителство на библиографии, библиотекарски справки и др. От януари до юли 1952 г. е платен кръводарител. Принуден е да започне работа, несвързана с литературна дейност – хронометражист в Кооперацията за инвалиди и пенсионирани учители „Общо дело“, асистент в Централното бюро за проучвания и проектиране на торфената индустрия „Торфпроект“ и др. Благодарение на застъпничеството на Стефан Кишелевски е назначен за изпълнителен директор към управата на Съюза на полските композитори (септември 1956 – март 1957).

### 1956 – 1981
Житейската ситуация на Херберт се променя през 1956, когато политическото размразяване и краят на задължителния соцреализъм в изкуството създават условия за дебют. Първият му поетичен том – Струната на светлината, е посрещнат ентусиазирано. Видният литературен критик Кажимеж Вика посочва „необикновената вътрешна култура, разумното търсене на собствен поетичен път, респектиращата добросъвестност и голямото познание за действителността, за нейното актуално състояние и интелектуалните ѝ корени“. Литературният успех води до подобряване и на материалните условия за живот – с подкрепата на Йежи Завейски през 1957 г. Херберт получава от Съюза на писателите гарсониера (28 м²), а отпуснатата му стипендия от 100 долара му позволява да осъществи първото си задгранично пътуване.
Възхищението от средиземноморската култура, от една страна, и неприспособимостта му към атмосферата в Полската народна република, от друга, са причината пътешествията да се превърнат в негова страст. В тях поетът открива нови източници за своите философски и артистични вдъхновения. Въпреки многобройните трудности Херберт се стреми да удължава срока на паспорта си, което му позволява да се завръща безпрепятствено в страната. Никога не се решава да поеме окончателно пътя на емиграцията. Поради оскъдните финансови средства от инцидентни източници (награди, хонорари от издадени книги и авторски четения) пътуванията му се осъществяват с възможно най-скромни разходи. Това се отразява по-късно на здравето му, но му позволява да опознае отблизо света – красив и много различен (Молитвата на Пан Cogito – пътешественика) – както чрез великите творби на материалната култура, така и чрез срещи с хора.
Първото задгранично пътуване започва през 1958 г. Херберт заминава за Франция през Виена (май 1958 – януари 1959), посещава Англия (януари – март 1959), Италия (юни – юли 1959), след което отново Франция. Завръща се в Полша през май 1960 г. Плод на това пътуване е есеистичната книга Варварин в градината. През есента на 1963 г. заминава отново, този път за Англия и Шотландия. През декември 1963 г. се установява в Париж. През януари 1964 г. в Полската библиотека в Париж му е връчена Наградата Кошчелски, което улеснява престоя му на Запад. Прекарва ваканцията в Италия (юли-август 1964) и в Гърция (октомври 1964), откъдето заминава за Франция, а в края на годината се завръща в Полша. От 1965 до 1968 г. е член на редакционния състав на списание „Поезия“. В сезона 1965/66 е драматург в Театър „Юлиуш Остерва“ в градчето Гожув Виелкополски.
Първата голяма международна награда, с която е удостоен – Ленау (Internationaler Nikolaus Lenau Preis) – предоставя възможност за ново пътуване до Виена (октомври 1965). През 1965 г. Херберт е приет за член на Западноберлинската академия на изкуствата (Akademie der Künste) и на Баварската академия за изящни изкуства в Мюнхен. В Австрия остава до пролетта на 1966 г., задържа се за по-дълго време във Франция (юни 1966 – септември 1967). На път за Германия посещава Холандия и Белгия. През зимата на 1968 г. се установява в Берлин. На 29 март 1968 г., след почти десетгодишно приятелство, сключва брак с Катажина Джедушицка в полското консулство в Париж. Лятото на 1968 г. Херберт прекарва в Съединените щати по покана на Poetry Center. Посещава Ню Йорк, Калифорния, Големия Каньон, Ню Мексико, Ню Орлеан, Вашингтон, Лос Анджелис. По това време в САЩ излизат негови стихове в превод на Чеслав Милош и Питър Дейл Скот, което го превръща в един от най-известните съвременни европейски поети.. Херберт участва в няколко авторски четения в Ню Йорк, Бъркли и Лос Анджелис. От САЩ се завръща в Берлин, където живее до средата на септември 1970, с кратки пътувания до Полша и до Италия, където през 1969 г. участва в Dei Duo Mundi – Фестивала на двата свята. От септември 1970 до юни 1971 г. Хербертови са отново в САЩ, където поетът изнася лекции по съвременна литература като гостуващ професор в Щатския университет в Лос Анджелис.
От есента на 1971 до пролетта на 1973 г. Херберт живее във Варшава, в жилището на Артур Мендзижецки и Юлия Хартвиг поради липса на собствено жилище. През 1972 става член на президиума на Съюза на писателите и се ангажира в акции в защита на демокрацията, инициирани от литературните среди – подписва т.нар. „Писмо на 17-те“, протест на Съюза на писателите срещу цензурата. През 1972 г. влиза в ПЕН клуба.
През 1973 г. е удостоен с Хердеровата награда и заминава за Виена. Лятото прекарва в Гърция с лондонските си приятели Магдалена и Збигнев Чайковски, есента се завръща в Полша. В академичната 1973/74 изнася лекции в Гданския университет. През 1974 г. редактира „Писмото на 15-те“, в защита на поляците в СССР. През декември 1975 г. е сред подписалите т.нар. "Мемориал 59“ срещу промените в Конституцията на ПНР, насочени към засилване на позициите на комунистическата партия. От 1974 г. семейство Херберт се настанява в собствено жилище във Варшава.
Годините 1975 – 1981 прекарва зад граница, главно в Германия, Австрия и Италия.

### 1981 – 1998
Херберт се завръща в Полша в началото на 1981 г. – в периода на най-големи надежди, свързани с появата на „Солидарност“. Влиза в редакционната колегия на подземното списание „Запис“. След въвеждането на военното положение подкрепя с името си действията на опозицията – участва в нелегални тържества, публикува в подмолната преса. Творчеството му става, особено за младото поколение, манифест на свободата и израз на съпротива, а позицията на поета – символ на безкомпромисно противодействие.
През 1986 г. Херберт се пренася в Париж. През 1989 г. влиза в новосъздаденото Дружество на полските писатели. Година по-късно става член на Американската академия и институт за изкуство и литература (American Academy and Institute of Arts and Letters). Получава Литературната награда на град Йерусалим, която му позволява през май 1991 г. да пътува отново, макар и за кратко, този път до Йерусалим.
През 1992 г., вече сериозно болен, поетът се завръща във Варшава. Подкрепата, която оказва на списание „Арка“ по въпроса за декомунизацията на елитите (1992, бр. 41), както и решителната антикомунистическа публицистика на Херберт на страниците на седмичника „Тигодник Солидарност“, предизвикват недоволство у част от неговите доскорошни приятели от опозицията. Херберт изпраща писмо до президента Валенса в защита на полковник Куклински (1994), както и до чеченския лидер Джохар Дудаев, като инициира събирането на парични помощи в подкрепа на борбата на Чечения. Това не е първият жест от този тип – преди това в отворено писмо до президента Джордж Хърбърт Уокър Буш Херберт протестира срещу безразличието към съдбата на кюрдите. Подкрепя и инициативата на Републиканската лига за изясняване на обстоятелствата около смъртта на студента Станислав Пияс по време на военното положение, настоява за разсекретяване на архивите на Службите за сигурност от преди 1956 г. През 1994 г. в нашумялото интервю за „Тигодник Солидарност“ под заглавие „Дуелите на Пан Cogito“ критикува не само споразуменията от Кръглата маса и живота в III Жечпосполита, но и атакува персонално редица личности, между които Чеслав Милош и Адам Михник, които са отговорни според него за състоянието на нещата в Полша. Това интервю предизвиква атаки срещу поета и спорове около личността му и защитаваните от него възгледи, спорове, продължили и след смъртта му. Този конфликт се корени в различните оценки за комунистическото господство в Полша по времето на ПНР.
През 1993 г. Херберт става член на американската Академия на изкуствата и науките (Academy of Arts and Sciences). През 1994, вече на инвалидска количка, осъществява последното си пътуване – до Холандия, по повод изложба на лалета в църквата Ниюве Керк. Последните години от живота му преминават под знака на борбата с болестта. Боледува от тежка астма, трудно говори, почти не излиза. Въпреки това продължава да работи интензивно – последната му стихосбирка „Епилог на бурята“ се появява няколко месеца преди смъртта му.
Збигнев Херберт умира на 28 юли 1998 г. във Варшава. Погребан е на Гробището Повонзки във Варшава. Президентът Александър Квашневски го награждава посмъртно с Ордена на Белия Орел, но вдовицата на поета Катажина Хербертова отказа да приеме отличието. За втори път Херберт е удостоен с Ордена на Белия Орел от президента Лех Качински и на 3 май 2007 г. Катажина Хербертова и сестрата на поета – Халина Херберт-Жебровска, го приемат.

### Медиите за Херберт
През 2000 г. по поръчка на Полската телевизия е създаден биографичният филм за Херберт на режисьора Йежи Залевски . Заради цитираните във филма критични изказвания на Херберт, между другото на тема Михник и Милош, Телевизията иска цензуриране на филма, като се съкратят „излишните отклонения, разводняващи филма след 37-ата минута“. Поради несъгласието на режисьора филмът е спрян за повече от година в атмосфера на скандал и заплахи със съд. В последна сметка е излъчен на 29 януари 2001 г..
Поетът е участник в още два документални филма – „Херберт. Фреска в катедралата“ на режисьора Пьотр Залуски (2005 г.) и „Среща със Збигнев Херберт“ на Втора програма на Полската телевизия (1994 г.).

## Творчество

### Поезия
Първите стихове на Херберт се появяват в списание „Днес и утре“ (бр. 37 от 1950). Това са: Надпис, Сбогуване с есента и Златната среда; публикувани без съгласието на автора. Поетически дебют в по-пълния смисъл на думата е появата в края на същата година на стихотворение без заглавие (Пръсти вретена от звуци...) в „Тигодник Повшехни“ (бр. 51). До 1955 поетът публикува малко творби в същия седмичник и остава извън главното направление в литературния живот. Лишен от шанса да издаде собствена книга, той се решава да публикува 22 стихотворения в издадената от ПАКС антология на младата католическа поезия под заглавие …всеки миг съм длъжен да избирам... (Варшава 1954).
Херберт е представен пред по-широк кръг читатели едва в Премиера на петима поети („Жиче Литерацке“, бр. 51, декември 1955). Освен Херберт тук са включени: Мирон Бялошевски, Богдан Дроздовски, Станислав Чич, Йежи Харасимович. През 1956 излиза дебютната му стихосбирка Струната на светлината; година по-късно – Хермес, кучето и звездата. Поради късния дебют Херберт, биографично принадлежащ към поколението на Кшищоф Камил Бачински и Тадеуш Ружевич, бива свързван с поколението, появило се след 1956 г. Двата следващи тома – Изследавне на предмета и Надпис – излизат през 1961 и 1969. През 1974 в полската култура влиза триумфално героят на поредния том – Пан Cogito. Фигурата на Пан Cogito не напуска и по-късните поетични творби на Херберт. Поетът обича да си служи с лириката на маската („лиричният герой“ не е тъждествен на автора) и с многопластова ирония, водейки своего рода игра с читателя.
Следващият том под знаменателното заглавие Рапорт от обсадения Град и други стихове излиза в Литературния институт в Париж (1983) и в подмолни издателства в страната. Времето и обстоятелствата съдействат за буквалния прочит на заглавното стихотворение. Макар че текстът дава основание за такава интерпретация, това неизбежно насочва и към повърхностни тълкувания. Също в Париж е издадена стихосбирката Елегия за сбогом (1990). След завръщането си в Полша през 1992 поетът публикува във вроцлавското Долношльонско издателство Ровиго. А през 1998, няколко месеца преди кончината, в същото издателство излиза последният му том – Епилог на бурята.

#### Поетика
Поезията на Херберт често се гради – на което критиката обръща внимание от самото начало – върху мотиви от митологията, антични герои и произведения на изкуството; те обаче не играят ролята на мъртви елементи в една литературна конвенция. Херберт прилага особен вид демитологизиране – опитва се да отхвърли всички културни напластявания (доколкото такава манипулация изобщо е възможна), за да достигне до първоизточниците, да застане очи в очи с античните герои. В творчеството му миналото не е нещо отдалечено и затворено – оживените персонажи и събития ни позволяват да се опитаме да разберем историята, а оттам и актуалния момент. Миналото представлява мяра за настоящето.
В поезията на Херберт няма да открием единна историософична концепция. Обратното – налице е ясно заявена неприязън към мисловни конструкции, обясняващи всичко, тълкуващи развитието на събитията с неумолимата логика на историята. Това, което можем да кажем за историята, произтича от простото наблюдение – че тя е (или поне дотогава е била) терен за вилнеещото зло, на което винаги се противопоставят шепа несломими индивиди. Личността не е в състояние да промени хода на историята, но е длъжна, въпреки всичко, да оказва безнадеждна съпротива. Етичен фундамент на творчеството на Херберт е убеждението, че справедливата кауза и действията, предприемани в нейна защита, не зависят от шансовете за успех. Това патетично послание е съпътствано от ироничното съзнание, че бива огласено в изключително негероична епоха – епоха, когато потенциалният герой е застрашен не толкова от мъченичество, колкото от това да изглежда смешен. Защото съвременният свят размива границите между добро и зло, изродява езика, отнема еднозначността на думите, обезценява ценностите. Съвременното зло не е демонично и не може да бъде лесно дефинирано. Съзнаващ собствената си смехотворност, героят провокира гранични ситуации не само за да опази верността към посланието, но и за да провокира злото, да го принуди да покаже лицето си.
Суровата оценка на съвременността обаче не означава идеализиране на историята. Край на наивното разбиране на миналото слага опитът от последната война. Подозрителността на демаскиращия е плод и на съзнанието, че визията за историята обикновено се създава от летописците на победителите, затова трябва внимателно да проучваме какво се крие под фреската (Преображенията на Ливий). Монументалният образ на древните герои може и да е фалшив или да е опрян върху критерии за оценка, които не бива да приемаме безкритично. Може би по-скоро трябва да отдадем нашата солидарност на победените.
Според Херберт историята, макар и най-достъпна за наблюдение, не е единствената област, в която се разкрива злото. Присъствието на злото имплицира въпроса за реда и смисъла на света, а оттук и за присъствието в този свят на Бога. Историята на литературата не може да реши спора за сакралното в поезията на Херберт. В по-ранните томчета се наблюдават две напълно различни лица на Бога: Той е или всемогъщ, студен, съвършен и далечен, или чрез своето слизане на земята е „обезбожествен“, тоест безсилен (Жрец, Пан Cogito размишлява за изкуплението). Първият образ на Бога – както всички абстракции – буди неприязън, защото в тази поезия се цени малкото, осезаемото, близкото. Нали именно сетивата, особено най-безпогрешното – допирът, ни дават най-голяма сигурност в света. Но Хербертовите стихове не се съгласяват с деградацията на сакралното, с хаоса в света. Въпреки всичко има смисъл да бъдеш верен – дори и на мъртвия Бог. След като липсват други опорни точки в самите нас, трябва да търсим силата, която ще спаси света от хаоса и нищото (Надпис).
В по-късните творби декларациите за такава, езическа по същността си, сила са по-малко за сметка на определено по-ясно изразената потребност от помирение. И макар че някои критици застъпват становището за празното небе на Пан Cogito (по заглавието на изследването на Павел Лисицки), трудно е то да бъде защитено в светлината на стиховете в Епилог на бурята, а е спорно и на фона на по-ранните стихове. Но също толкова трудно е и да се посочат поетични свидетелства за това, че пълното, носещо утеха помирение въобще е настъпило.

### Есеистика
Варварин в градината, плод на първото задгранично пътуване на Херберт, излиза през 1962 г. Съдържа есета, чиято тема е контактът на съвременния човек с определени места и културни забележителности на средиземноморската цивилизация, както и две исторически есета, посветени на албигойците и преследването на Ордена на тамплиерите.
Пътуването се реализира в две измерения – актуално и във времето (от праисторията в пещерите на Ласко, през гръцката и римската античност, епохата на готическите катедрали, ренесансовата живопис, градините на сантиментализма) и очарова с това, че пътешественикът споделя с читателя знанията си за посетените места, предмети и хора. Сам Херберт го определя като пътуване през конкретни места и през книги.
Във Варварин… има и две исторически есета. Разгромът на албигойците и упадъкът на тамплиерите занимават Херберт не толкова със своята необичайност, колкото със своята симптоматичност, с факта, че в различни варианти те се повтарят нескончаемо в историята. И именно така ги описва: с необходимото уважение към историческия детайл и личната драма на ангажираните в тях хора, но и разбулвайки надисторическия механизъм на престъпленията.
Следващият сборник есета – Натюрморт с юзда – излиза през 1993 г. Посветен е на „златния век“ на холандската живопис (XVII век). Както и в случая с Варварин…, авторът демонстрира независимост в личните си предпочитания от общоприетите оценки. Сред холандските художници най-много го очарова почти неизвестният Торенциус, чиято единствена запазена творба е тъкмо титулният „Натюрморт с юзда“. За разлика от предишния том есета, тук фигурата на пътешественика е по-малко видима. Но продължават да го вълнуват хората – не само творците, но и обикновените потребители на картините, които живеят с изкуството във всекидневието в определен тип цивилизация, невъзможна на друго място и време.
Последният том есета е публикуван след смъртта на поета, макар че е писан много преди Натюрморта… Още през 1968 г. Херберт отнася в издателство „Чителник“ сборник под заглавие Лабиринт край морето, но по-късно го оттегля. Книгата съдържа главно есета, посветени на културата и историята на древна Гърция, но е отделено място и на древните етруски и на римските легиони под стените на Адрианов вал. Тук пътешественикът Херберт не търси собствени пътища – съизмерва се с монументалните забележителности на културата – Акропола, Кносос. Пристъпвайки към гръцката история, той изважда оттам епизоди, заемащи незначително място в учебниците, за да ги конфронтира с утвърдените становища. Показва как политиката на Перикъл по въпроса за Самос се превръща в начало на края не само на съюза на гръцките градове, но също и на атинската демокрация. Оценките на историята са верифицирани по същия начин, който е постулиран в поезията – чрез промяна на перспективата, отхвърляне на гледната точка на победителите. Именно в Лабиринт край морето този принцип е най-ясно артикулиран.

### Пиеси
Всички драматични творби на Херберт са писани относително рано. Първите четири са сътворени през 1956 – 1961 г., само последната, монодрамаата Писмата на нашите читатели – през 1972 г. Някои от тези творби са възникнали като радиопиеси или по-късно са приспособени за радио. Това се вижда от строежа им – напрежението се изгражда главно с помощта на звука (гласовете на героите, звуци във фона, тишина), докато другите театрални средства са сведени до минимум. Самият поет употребява свое определение, настоявайки за приемането му в литературните класификации: драма на гласове.
Пещерата на философите, може би най-високо ценената между пиесите на Херберт, и Реконструкция на поета са на антични теми. Главен герой на първата е Сократ, който очаква смъртната присъда в атинския затвор. Разговорите с учениците, съпругата, затворническия надзирател му позволяват да направи равносметка на живота си, но не само това е тема на пиесата. Сократ е могъл да избяга, смъртното наказание е могло да остане само символично, защото тези, които го осъждат, са допускали евентуално бягство и са се погрижили за такава възможност. Но философът не се съгласява на лицемерна свобода без свобода и довежда ситуацията до крайност – приема смъртта. Герой на Реконструкция на поета е Омир. Незрящият вече автор на велики епоси променя възгледите си за това, което е наистина важно и заслужаващо интерес – не гърмът на голямата битка, а дребният детайл, това, което е най-лично и крехко.
Трите останали драми са със съвременна тематика. По един убедителен начин показват обикновеността, баналността на ситуациите, в които се развихря Злото. Можеш да се стремиш към втора стая толкова силно, че да пожелаеш смъртта на съседката, да стигнеш до такава смърт (Втората стая). Може да бъдеш лишен от всичко, което е важно в живота, вследствие нечовешките предписания и човешката глупост (Писмата на нашите читатели). В обикновеното малко градче, сред много порядъчни хора може да се извърши убийство, което никой не е в състояние да обясни и никой не се е опитвал да предотврати (Лалек).

## Награди
- 1961 Награда Пръстен и титлата Принц на Словото (Управителен съвет на Обединението на полските студенти)
- 1963 Наградата на Фондация Кошчелски (Женева)
- 1965 Наградата на Фондация A. Южиковски (Ню Йорк)
- 1965 Международната награда Николаус Ленау (Австрия)
- 1973 Хердерова награда (Хамбург-Виена)
- 1978 Наградата Петрарка (ГФР)
- 1981 Литературна награда Анджей Струга
- 1984 Наградата „Солидарност“
- 1984 Наградата за поезия Семп Шажински
- 1984 Международната писателска награда на Съвета за изкуство на Уелс
- 1987 Награда на Унгарската фондация Принц Габор Бетлем
- 1988 Наградата Бруно Шулц (на американската Фондация за полско-еврейски изследвания и американския ПЕН клуб)
- 1989 Наградата на ПЕН клуба на името на командора К. Шченсни
- 1990 Наградата на полския ПЕН клуб Ян Парандовски
- 1991 Наградата на град Йерусалим (Jerusalem Prize for the Freedom of the Individual in Society)
- 1991 Наградата Виленица (Дружество на словенските писатели)
- 1993 Наградата Кажимеж Вика
- 1994 Наградата на немските критици за най-добра книга на годината (за „Натюрморт с юзда“)
- 1995 Наградата Т.С. Елиът (на американската Фондация Инджърсол)
- 1996 Наградата на Град Мюнстер

### Творби на Херберт

#### Поезия
- Struna światła (Струната на светлината), Warszawa 1956, Czytelnik.
- Hermes, pies i gwiazda (Хермес, кучето и звездата), Warszawa 1957, Czytelnik.
- Studium przedmiotu (Изследване на предмета), Warszawa 1961, Czytelnik.
- Napis (Надпис), Warszawa 1969, Czytelnik.
- Pan Cogito (Пан Cogito), Warszawa 1974, Czytelnik.
- Raport z oblężonego Miasta i inne wiersze (Рапорт от обсадения Град и други стихове), Paryż 1983, Instytut Literacki.
- Elegia na odejście (Елегия за сбогом), Paryż 1990, Instytut Literacki.
- Rovigo (Ровиго), Wrocław 1992, Wydawnictwo Dolnośląskie.
- Epilog burzy (Епилог на бурята), Wrocław 1998, Wydawnictwo Dolnośląskie.

Посмъртно – без съгласието на наследниците на авторските права:
- Podwójny oddech. Prawdziwa historia nieskończonej miłości. Wiersze dotąd niepublikowane (Двоен дъх. Истинската история на несвършилата любов. Непубликувани стихове), Gdynia 1999, Małgorzata Marchlewska Wydawnictwo.

#### Есеистични сборници
- Barbarzyńca w ogrodzie (Варварин в градината), Warszawa 1962, Czytelnik.
- Martwa natura z wędzidłem (Натюрморт с юзда), Wrocław 1993, Wydawnictwo Dolnośląskie.

Посмъртно:
- Labirynt nad morzem (Лабиринт край морето), Warszawa 2000, Zeszyty Literackie.
- Król mrówek. Prywatna mitologia (Царят на мравките. Частна митология), Kraków 2001, Wydawnictwo a5.
- Węzeł gordyjski oraz inne pisma rozproszone 1948 – 1998 (Гордиевият възел и други разпръснати произведения 1948 – 1998), oprac. P.Kądziela, Warszawa 2001, Biblioteka „Więzi“ (томът включва есета, рецензии и публицистика).

#### Пиеси
- Jaskinia filozofów (Пещерата на философите), „Twórczość“ 1956, nr 9.
- Drugi pokój (Втората стая), „Dialog“ 1958, nr 4.
- Rekonstrukcja poety (Реконструкция на поета), „Więź“ 1960, nr 11/12.
- Lalek (Лалек). Sztuka na głosy, „Dialog“ 1961, nr 12.
- Listy naszych czytelników (Писмата на нашите читатели), „Dialog“ 1972, nr 11.

Всички посмъртно: Dramaty (Драми), Wrocław 1997. (Wydawnictwo Dolnośląskie)

#### Кореспонденция
- Listy do Muzy. Prawdziwa historia nieskończonej miłości, Gdynia 2000. (Małgorzata Marchlewska Wydawnictwo) (Bez zgody spadkobierczyń praw autorskich.)
- ”Kochane Zwierzątka...“ Listy Zbigniewa Herberta do przyjaciół – Magdaleny i Zbigniewa Czajkowskich, red. i komentarze: Magdalena Czajkowska, Warszawa 2000 (Państwowy Instytut Wydawniczy)
- Zbigniew Herbert. Jerzy Zawieyski. Korespondencja 1949 – 1967, wstęp: Jacek Łukasiewicz, wybór i przypisy: Paweł Kądziela, Warszawa 2002 (Biblioteka „Więzi“)
- Zbigniew Herbert. Henryk Elzenberg. Korespondencja, red. i posłowie: Barbara Toruńczyk, przypisy: Barbara Toruńczyk, Paweł Kądziela, [2002] (Fundacja Zeszytów Literackich)
- Zbigniew Herbert, Jerzy Turowicz. Korespondencja, Kraków 2005 (wydawnictwo a5)
- Zbigniew Herbert, Stanisław Barańczak. Korespondencja, 2005 (Fundacja Zeszytów Literackich)
- Zbigniew Herbert, Czesław Miłosz. Korespondencja, 2006 (Zeszyty Literackie)

### Публикации за Херберт
- Andrzej Kaliszewski, Pan Cogito, Kraków 1982, wyd. 2. rozszerz. Łódź 1990.
- Stanisław Barańczak, Uciekinier z Utopii: o poezji Zbigniewa Herberta, Londyn 1984.
- Włodzimierz Maciąg, O poezji Zbigniewa Herberta, Wrocław 1986.
- A.Baczewski, Szkice literackie. Asnyk. Konopnicka. Herbert, Rzeszów 1991.
- Jacek Brzozowski, ”Pan Cogito“ Zbigniewa Herberta, Warszawa 1991.
- Andrzej Kaliszewski, Herbert, Warszawa 1991.
- Andrzej Kaliszewski, Zbigniew Herbert, Kraków 1993.
- Dlaczego Herbert. Wiersze i komentarze, Łódź 1992.
- Barbara Myrdzik, Poezja Zbigniewa Herberta w recepcji maturzystów, Lublin 1992.
- Czytanie Herberta, red. Przemysław Czapliński, Piotr Śliwiński, Maria Wiegandt, Poznań 1995.
- Jacek Łukasiewicz, Poezja Zbigniewa Herberta Warszawa 1995. (Biblioteka Analiz Literackich)
- Marek Adamiec, „...Pomnik trochę niezupełny...”. Rzecz o apokryfach i poezji Herberta, Gdańsk 1996.
- Danuta Opacka-Walasek, „...pozostać wiernym niepewnej jasności”. Wybrane problemy poezji Zbigniewa Herberta, Katowice 1996.
- Piotr Siemaszko, Zmienność i trwanie. (O eseistyce Zbigniewa Herberta), Bydgoszcz 1996.
- Andrzej Franaszek, Ciemne źródło (o twórczości Zbigniewa Herberta), Londyn 1998.
- Poznawanie Herberta, wybór i wstęp A.Franaszek, Tom 1 – Kraków 1998, Tom 2 – Kraków 2000.
- Herbert i znaki czasu. Tom I. Colloquia Herbertiana (I), red. Elżbieta Feliksiak, Mariusz Leś, Elżbieta Sidoruk, Białystok 2001.
- Julian Kornhauser, Uśmiech Sfinksa. O poezji Zbigniewa Herberta, Kraków 2001.
- Jacek Łukasiewicz, Herbert, Wrocław 2001. (Seria: A to Polska właśnie)
- Jadwiga Mizińska, Herbert Odyseusz, Lublin 2001.
- Danuta Opacka-Walasek, Czytając Herberta, Katowice 2001.
- Joanna Salamon, Czas Herberta albo na dom w Czarnolesie, Warszawa 2001.
- Twórczość Zbigniewa Herberta. Studia, red. Marzena Woźniak-Łabieniec, Jerzy Wiśniewski, Kraków 2001.
- Herbert. Poetyka, wartości i konteksty, red. Eugeniusz Czaplejewicz i Witold Sadowski, Warszawa 2002.
- Joanna Siedlecka, Pan od poezji. O Zbigniewie Herbercie, Warszawa 2002 (fragment)
- Bohdan Urbankowski, Poeta, czyli człowiek zwielokrotniony. Szkice o Zbigniewie Herbercie, Radom 2004

### Преводи на български
- Силата на вкуса, 100 стихотворения, прев. Вера Деянова, Стигмати, София 2000.
- Варварин в градината, прев. Вера Деянова, Стигмати, София 2000.
- Натюрморт с юзда, прев. Вера Деянова, Стигмати, София 2008.